# 배낭여행

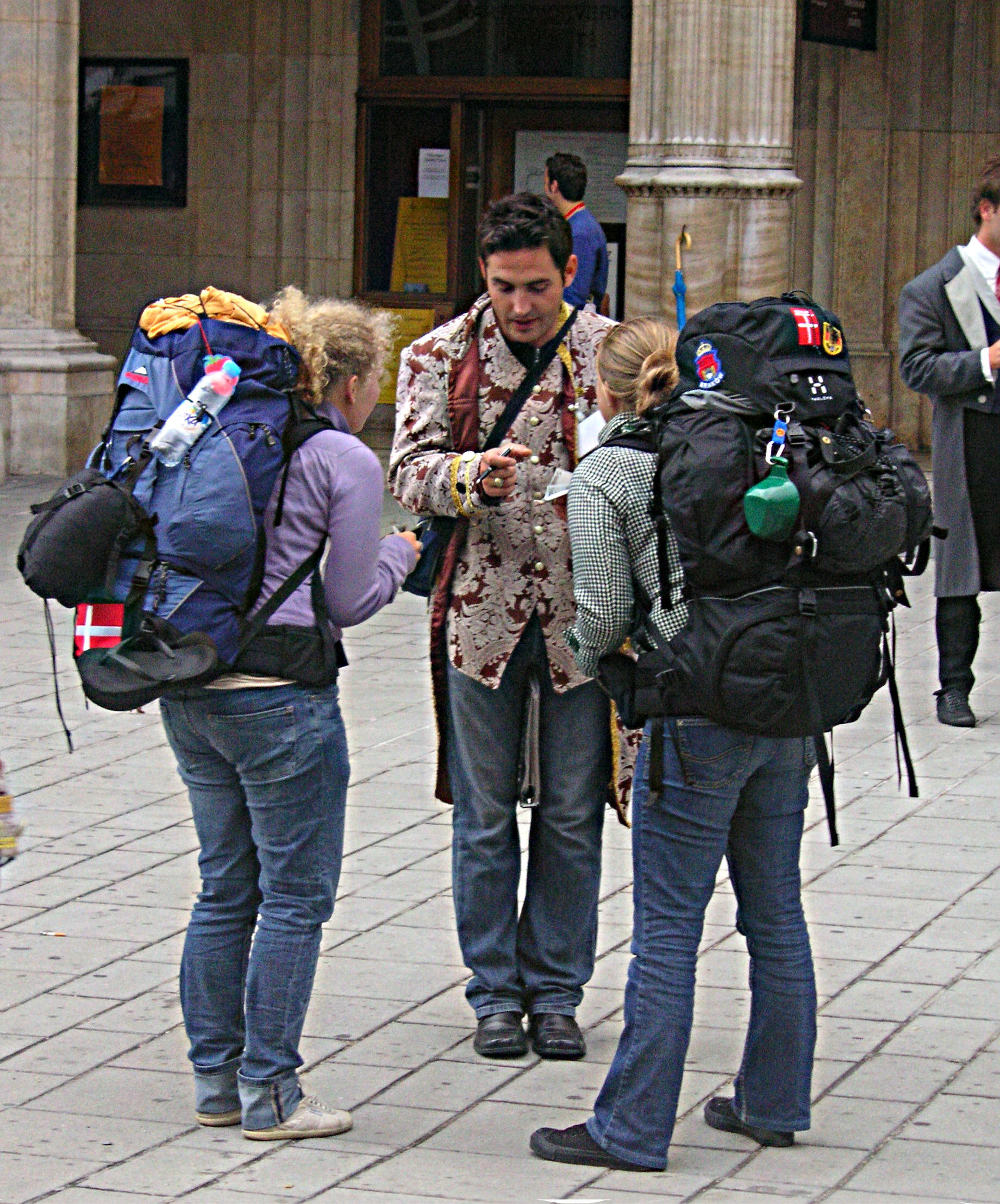
2005년 7월 오스트리아 비엔나 오페라하우스 근처에서의 덴마크 배낭여행객들의 모습

배낭여행(背囊旅行) 또는 백패킹(backpacking)은 최소한의 경비를 들여서 하는 여행이다. 필요한 물품을 미리 준비하여, 배낭에 넣고 다닌다. 배낭여행은 자신이 여행지의 정보를 수집하고, 자신이 직접 스케줄을 짜야 하는 단점이 있지만, 여행 일정을 유동적으로 짤 수 있고, 경비를 절감할 수 있는 장점이 있다. 숙소 역시 유스호스텔, 게스트하우스 등 상대적으로 저렴한 곳을 이용한다.
배낭여행은 저렴한 숙박 시설에 머물고 필요한 모든 소지품을 배낭에 담아 다니는 것을 포함하는 저비용의 독립적인 여행의 한 형태이다. 한때는 필요에 의해서만 행해지는 주변적인 여행 형태로 여겨졌으나 이제는 관광의 주류 형태가 되었다. 배낭여행객 관광은 일반적으로 청소년 여행의 한 형태로, 주로 갭 이어 기간 동안 젊은이들이 수행하지만, 직업 중단이나 은퇴 기간 동안 노인들도 수행한다.

## 역사
사람들은 소유물을 등에 지고 수천 년 동안 여행을 해왔지만 대개는 휴양을 위해서라기보다는 필요 때문에 여행했다.
기원전 3400년에서 3100년 사이에 얼음장수 외치(Ötzi the Iceman)는 동물 가죽으로 만든 배낭과 나무 프레임을 들고 이탈리아를 여행하고 있었는데, 이것이 실제로 그의 눈신이었을 수도 있다는 생각도 있다. 7세기 중국의 승려 삼장법사가 손으로 만든 배낭을 메고 인도로 여행을 떠났다.
17세기 이탈리아 모험가 조반니 프란체스코 제멜리 카레리(Giovanni Francesco Gemelli Careri)는 배낭여행객 관광에 참여한 최초의 사람들 중 한 명일 것이다.
배낭여행의 현대적 인기는 적어도 부분적으로는 1960년대와 1970년대의 히피 트레일에서 유래하며, 이는 다시 옛 실크로드 구간을 따라갔다. 일부 배낭여행객들은 오늘날에도 같은 길을 따른다.
20세기 후반부터 배낭여행객들이 동남아시아를 많이 방문했다.